# Paul Wittmann

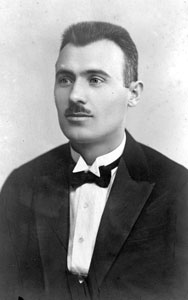
Paul Wittmann, um 1931

Paul Wittmann (* 22. Oktober 1900 in Temeskeresztes (deutsch Kreuzstätten), Königreich Ungarn, Österreich-Ungarn; † 28. Januar 1985 in Timișoara, Sozialistische Republik Rumänien) war ein rumäniendeutscher Kirchenmusiker und Komponist.

## Leben
Wittmann besuchte die Lehrerbildungsanstalt in Großwardein und wurde dann Kantor an der katholischen Kirche in Temeswar-Elisabethstadt. Da es in dieser Kirche keine Orgel gab, wechselte er später an die Millenniumskirche, wo ihm eine große, 1901 von Carl Leopold Wegenstein erbaute Orgel zur Verfügung stand. Daneben war er Sekretär des Temeswarer Philharmonischen Vereins, dessen Archivbestand nach 1948 auf der Orgelempore der Millernniumskirche verborgen wurde.
Wittmann bearbeitete zahlreiche Werke für die Aufführung mit seinem Kirchenchor und -orchester und komponierte selbst unter anderem ein Lied zu Ehren des Heiligen Josef, In Festo Sancti Corporis Christi, ein Weihnachtslied und mit Hans Weisz das Lied Sankt Gerhard, frommer Gottesmann. Als Musiker führte er auch Werke zeitgenössischer Komponisten wie Dezső Antalffy-Zsiross und Guido von Pogatschnigg auf. 1972 wurde er von Papst Paul VI. mit dem Ehrenkreuz Pro Ecclesia et Pontifice geehrt.